# Weshacum
Weshacum, pleme američkih Indijanaca porodice Algonquian s Weshacum Pondsa, blizu Sterlinga, u Massachusettsu. Jedno su od plemena koja su su pripadala konfederaciji Pennacook. Možda su ogranak Nashua Indijanaca, plemena s rijeke Nashua u blizini Leominstera u Massachusettsu. Ovaj naziv označava i njihovo glavno selo u okrugu Worcester, Massachusetts. 
Swanton Weshacume vodi kao dio konfederacije Pennacook, a za njihovo istoimeno selo Hodge kaže da nashuansko. Sultzman Weshacume i Nashua spominje posebno na svojem popisu, a isto je činio i Swanton.